# سليمان حزين
سليمان أحمد حزين (1909 - 1999) هو جغرافي وأكاديمي وكاتبٌ مصري، شغل منصب وزير الثقافة سنة 1965، تخرج من كلية الآداب قسم جغرافي.
أسس جامعة أسيوط عام 1955، وكان أول رئيس لها حتى عام 1965، كما شغل منصب وزير الثقافة، ثم اختير رئيسا للاتحاد الجغرافي العربي، وقد أنشأ المعهد الثقافي المصري بلندن عام 1943م، وكذلك هيئة اليونسكو بلندن وباريس عام 1944م، وأسس قسم الجغرافيا بكلية الآداب بجامعة الإسكندرية عام 1947م، كما أنشأ المركز المصري للثقافة العربية والإسلامية في مدريد عام 1950م.
اختير سليمان حزين عضوًا بمجمع اللغة العربية بالقاهرة عام 1978، وأقيم حفل لاستقباله بمقر المجمع في صباح يوم الأربعاء 11 من جمادى الأولى عام 1398 هـ، الموافق 19 أبريل 1978.

## من مؤلفاته
- حضارة مصر أرض الكنانة، دار الشروق
- مستقبل الثقافة في مصر العربية

## كتب ودراسات عنه
- سليمان حزين العالم والمفكر والإنسان، فتحي محمد مصيلحي، 2006م، المجلس الأعلى للثقافة، سلسلة الكتاب التذكارى للجغرافيين، 24×17، 372 صفحة، ط1

## وصلات خارجية
- سليمان حزين على موقع أرشيف الشارخ

| المناصب السياسية | المناصب السياسية                                 | المناصب السياسية    |
| ---------------- | ------------------------------------------------ | ------------------- |
| سبقه لا أحد      | رؤساء جامعة أسيوط 1 أكتوبر 1955 - 30 سبتمبر 1965 | تبعه حسين أحمد فهيم |